# Netherlands Business Academy
De Netherlands Business Academy, tot 2013 de Newport Business Academy (NBA), is een academische onderwijsinstelling die al geruime tijd door de NVAO is geaccrediteerd voor de business & finance master opleidingen, waaronder de Master in Business Administration (MBA) opleiding. De MBA opleiding kent een Information Management specialisatie waarmee het raakvlak tussen bedrijfskunde en ICT uitvoerig als onderzoeksgebied de aandacht krijgt.
De instelling is sinds het jaar 1999 gevestigd in Breda en heeft sindsdien reeds diverse naamsveranderingen ondergaan als gevolg van overnames en fusies. Inmiddels is de aard van de opleidingen verder uitgebreid en worden tevens de Executive MSc opleidingen aangeboden.